# Methacrylzuur
Methacrylzuur of 2-methylprop-2-eenzuur is een carbonzuur met de brutoformule C4H6O2. Het kan beschouwd worden als acrylzuur met een methylgroep op de alfapositie. De stof komt voor als een kleurloze vloeistof of, in vaste toestand, kleurloze kristallen met een karakteristieke prikkelende geur.

## Synthese
De meest gebruikte methode om methacrylzuur op industriële schaal te bereiden, is de hydrolyse van methacrylamidesulfaat. Dit laatste wordt bekomen door de reactie van acetoncyanohydrine in geconcentreerd zwavelzuur. Dit cyanohydrineproces heeft als nadeel dat er veel zwavelzuur nodig is (ongeveer 1,6 kilogram zwavelzuur voor 1 kilogram methacrylzuur) en dat er ammoniumsulfaat als bijproduct ontstaat. Indien men in plaats van hydrolyse, methanolyse van methacrylamidesulfaat uitvoert wordt methylmethacrylaat bekomen.
Een ander proces betreft de oxidatie van isobuteen of tert-butanol tot methacroleïne en vervolgens tot methacrylzuur.
Methacrylzuur kan ook bereid worden uit 2-hydroxyisoboterzuur door afsplitsing van water.

## Toepassingen
Methacrylzuur is een belangrijke grondstof voor polymeren. Het polymeer van het methylester van methacrylzuur is polymethylmethacrylaat (PMMA) dat onder de naam plexiglas of perspex bekendstaat.
Polymeren of copolymeren van (meth)acrylzuur of hun esters worden met de verzamelnaam acrylics aangeduid. Ze hebben een uitgebreid toepassingsgebied en worden onder andere gebruikt in de productie van coatings, elastomeren, kleefstoffen, superabsorberende polymeren, plastics en kunstvezels, oppervlakteactieve stoffen en producten voor waterbehandeling.

## Toxicologie en veiligheid
Methacrylzuur is een corrosieve stof voor de ogen, huid en luchtwegen. Net zoals acrylzuur kan methacrylzuur gemakkelijk polymeriseren, waardoor gevaar voor brand of ontploffing ontstaat. Bij opslag en transport moet daarom steeds een stabilisator zoals hydrochinon of catechol toegevoegd worden.